# Мамините синчета
„Мамините синчета“ (на италиански: I Vitelloni) е италиански драматичен игрален филм в стилистиката на неореализма, излязъл по екраните през 1953 година, режисиран по собствена идея от Федерико Фелини и с участието на Алберто Сорди и Франко Фабрици в главните роли. Сценарият е написан също от Фелини в сътрудничество с Тулио Пинели и Енио Флаяно.

## Сюжет
Филмът показва историята на петима младежи, родени в малък крайморски град. Тяхното детството и юношеството са едни и същи. Израствайки, те наричат себе си „мамините синчета“, защото въпреки голямото желание да напуснат градчето и да се докажат в живота, те не успяват, защото живеят тук със семействата си.

## В ролите
| Актьор            | Роля            |
| ----------------- | --------------- |
| Франко Интерленги | Моралдо Рубини  |
| Алберто Сорди     | Алберто         |
| Франко Фабрици    | Фаусто Морети   |
| Леополдо Триесте  | Леополдо Ваничи |
| Рикардо Фелини    | Рикардо         |
| Леонора Руфо      | Сандра Рубини   |

## Награди и номинации
- 1953 – Награда Сребърен лъв (Венеция) за Федерико Фелини
- 1953 – Номинация Златен лъв (Венеция) за Федерико Фелини
- 1958 – Номинация Оскар (Венеция) за най-оригинален сценарий на Федерико Фелини, Енио Флаяно, Тулио Пинели